# Мазуркевич, Владимир Александрович
Влади́мир Алекса́ндрович Мазурке́вич (30 сентября [12 октября] 1871, Санкт-Петербург — 19 февраля 1942, Ленинград) — русский поэт, прозаик и переводчик, драматург, адвокат.

## Биография

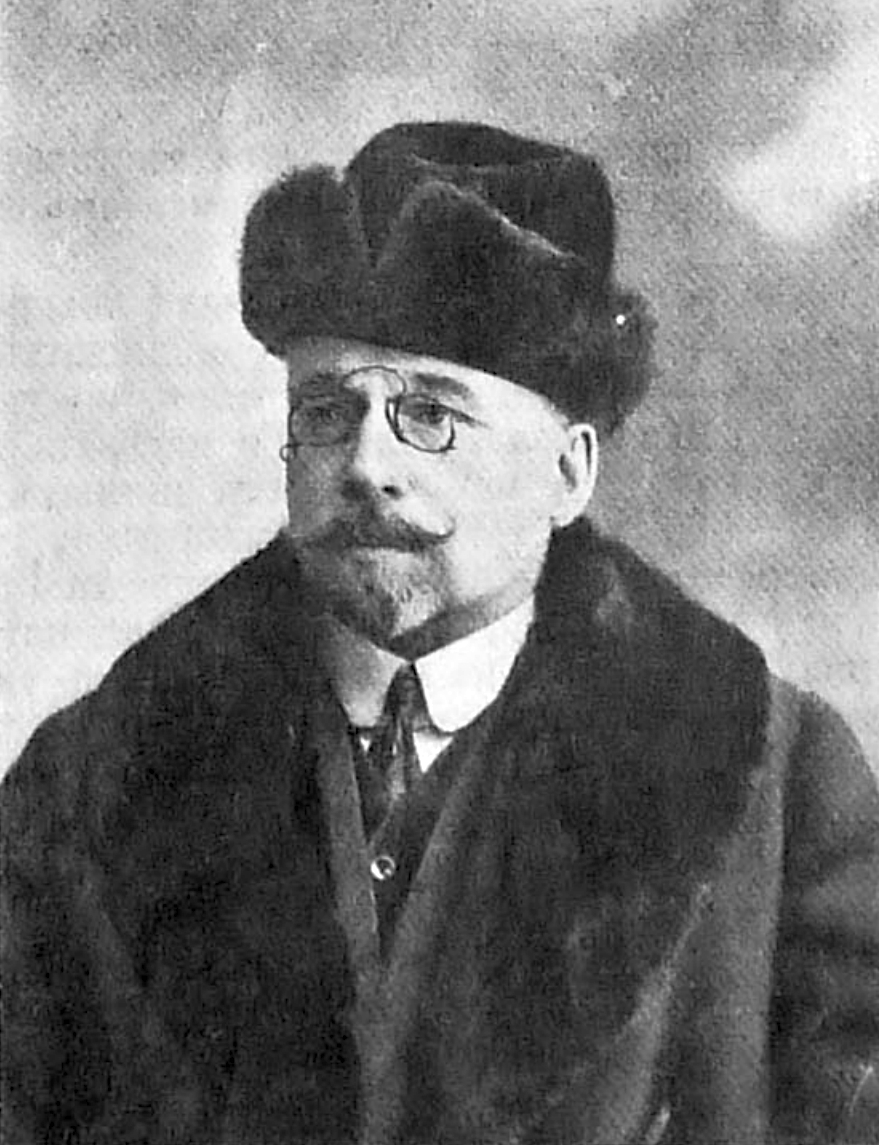
1912

Сын врача, потомственного дворянина. Окончил юридический факультет Санкт-Петербургского университета, был помощником присяжного проверенного. Одновременно с юридической работой выступал как актёр в театре Яворской и на других сценах.
В 1908 году помогал театральному критику Александру Кугелю и его гражданской жене артистке Зинаиде Холмской создать в Петербурге театр-кабаре «Кривое зеркало».
С 1885 под псевдонимами публиковался в журналах «Шут», «Осколки». Впервые под своим именем выступил стихотворением «Заброшенная лира» («Родина», 1887). С этого времени помещал лирические стихотворения в «Ниве», «Живописном обозрении», «Петербургской жизни», «Вестнике Европы», «Наблюдателе», «Вестнике иностранной литературе» и др. Писал очень много в юмористические издания.
Много переводил из Шандора Петёфи, Поля Верлена, Франсуа Коппэ, Байрона (для издания под ред. С. А. Венгерова), а также перевёл большую драматическую поэму венгерского поэта Имре Мадача «Трагедия человечества» («Всемирный вестник», 1904). Для «Библиотеки великих писателей» переводил Шекспира, Шиллера, Байрона.
Стихотворения Мазуркевича, выделявшиеся лёгкостью и изяществом формы, были собраны в двух книгах (СПб., 1894 и 1904). Отдельно также были изданы пять сборников мелких рассказов и сборник театральных пьес (1901). Многие стихотворения Мазуркевича стали известными романсами, например, «Письмо» («Дышала ночь восторгом сладострастья…»). В 1895 году вместе с Сергеем Патараки и Михаилом Шевляковым выпустил сборник стихов «Кровь растерзанного сердца» — пародии на ранние публикации русских символистов; написанный Мазуркевичем раздел опубликован за подписью Владимир Краснов; весь сборник — «книга-пародия, целиком написанная в духе новомодного направления и граничащая с мистификацией» — оценивается современными специалистами как довольно поверхностный и рассчитанный на невзыскательного читателя.
Удостоен Почётного отзыва Пушкинской премии Академии наук (1915) за сборники «Стихотворения» (1900), «Монологи и поэмы» (1903) и «Старые боги» (1913).
Автор пьес «Мужчина и женщина» (1912), «Наполеон после Бородина» (1912), «Фальшивая нота» (1913), «Что любят женщины» (1913), «Спартак» (1920), сборников стихов для детей «Улита едет» (1925), «Ковёр-самолёт» (1926).
Умер от голода в блокадном Ленинграде в годы Второй мировой войны.

### Отдельные издания
- «Стихотворения» (Санкт-Петербург, 1900),
- «Мазки и брызги» (Санкт-Петербург, 1900),
- «Для съезда» (сборник пьес, Санкт-Петербург, печ. Голике, 1901),
- «Монологи и поэмы». СПб., 1903
- «От скуки». СПб, 1903
- «Море смеха» (рассказы, сцены и другое). СПБ., 1902; 2-е издание, СПб., 1909,
- «Житейские колючки» (Санкт-Петербург, 1912),
- «Старые боги», 3-я книга стихотворений (Санкт-Петербург, 1913) и др.